# خاندان هابسبورگ-لورن
خاندان هابسبورگ-لورن (آلمانی: Haus Habsburg-Lothringen) از ازدواج فرانسیس سوم، دوک لورن و بار و ماریا ترزای اتریشی بعدها ملکه بوهمیا، ملکه مجارستان و آرشیدوشس اتریش در سال ۱۷۳۶ ایجاد شد. اعضای آن نوادگان و بازماندگان قانونی دودمان هابسبورگ و خاندان لورن هستند که دارایی‌های ارثی را از طریق نسب مادری (هابسبورگ) و پدری (لورن) خود در سرتاسر امپراتوری به ارث برده‌اند.
شاخه کنت وودمونت و گیز از خاندان لورن پس از یک وقفه کوتاه در ۱۴۵۳–۱۴۷۳، زمانی که دوک‌نشین در سمت راست دختر شارل دوبوربون به شوهرش ژان کالابریا، از دودمان کاپتی، لورن بازگشت به شعبه اصلی تبدیل شد. خاندان وودمونت، شاخه‌ای کوچک از خاندان لورن، در شخص رنه دوم، که بعداً القاب دوک بار را به او اضافه کرد.
خاندان هابسبورگ نام خود را از قلعه هابسبورگ گرفته است، قلعه‌ای که در دهه ۱۰۲۰ توسط کنت رادبات از کلتگائو در آرگائو، سوئیس کنونی ساخته شد. نوه او، اتو دوم، اولین کسی بود که نام قلعه را به عنوان نام خود برگزید و گراف فون هابسبورگ ("کنت هابسبورگ") را به عنوان خود اضافه کرد. خاندان هابسبورگ در قرون ۱۱، ۱۲ و ۱۳ شتاب سلسله‌ای پیدا کرد و در سال ۱۲۷۳، رودولف هابسبورگ نسل هفتم رادبات، پادشاه رومی-آلمانی شد. او پایگاه قدرت خانواده را به دوک‌نشین اتریش، که هابسبورگ‌ها تا سال ۱۹۱۸ بر آن حکومت کردند، منتقل کرد.
عنوان‌های خاندان فعلی نشان پشم زرین و فرمان سلطنتی و سلطنتی سنت جورج است. خاندان هابسبورگ-لورن هنوز هم وجود دارد و سرپرست فعلی خانواده کارل فن هابسبورگ است.